# Websder Corneille
Websder Corneille, né à Port-de-Paix le 28 septembre 1988, est un linguiste et journaliste culturel haïtien,. Depuis aout 2024, il est nommé chargé de cours à Indiana University Bloomington.

## Biographie

### Enfance
Websder Corneille a vu le jour dans une modeste famille dans la ville de Port-de-Paix : 
Je suis issu d’une famille assez nombreuse (4 frères du côté maternel, 4 frères et une sœur du côté paternel). Tiraillé par la séparation de mes parents alors que je n’avais que 9 ans, j'ai connu une enfance des plus difficiles. Le décès de ma tante, considérée comme le pilier de la famille, peu de temps après, rendra la situation plus compliquée.
Il a bouclé ses études classiques au Lycée Tertulien Guilbaud, dans sa ville natale, avant de débarquer à Port-au-Prince en janvier 2009.

### Profil académique
Guidé par sa passion pour les médias, Websder a pris le chemin vers la Faculté des sciences humaines et la Faculté de Linguistique Appliquée, deux entités de l'Université d'État d'Haiti, en octobre 2010. Websder at également complété une licence en Journalisme multimédia à l’École Supérieur de Journalisme de Lille, en France, en 2021

### Profil professionnel
À partir du mois d’août 2024, Websder sera investi à titre d’Adjunct Lecturer au Centre des Études d’Amérique latine et des Caraïbes(CLACS) à Indiana University Bloomington où il va donner des cours sur la langue Créole, la culture et la société haïtiennes. Il est, depuis octobre 2023, English as a Second Language Interventionist dans l’école primaire Promise Prep, situé dans la ville Indianapolis, la capitale de l’État d’Indiana aux États-Unis.
Entre mars 2012 et juin 2023, Websder a occupé les fonctions de chargés de communications de l’Agence universitaire de la Francophonie dans les Caraïbes ; chargé des communications de la plateforme numérique de communication scientifique, RaccourSci, une platfrome développée et pilotée par l’Acfas et l’AUF.
Auparavant, il a été chargé des communications au sein du système des nations Unies en Haïti où il s’occupait de la gestion communication de l’Organisation des Nations Unies pour l’Agriculture et l’Alimentation (UNFAO), entre septembre 2020 et mars 2021.
Entre 2016 et 2017, il a été responsable du projet cross-culturel international Francoplanète qui mettaient en synergie des éleves d’Haïti, Ontario (Canada), Polynésie Française et Rwanda. Lancé par la maison d'édition Sivori, ce projet de jumelage visait à produire un magazine en ligne présentant la culture de chacun.

### Le journaliste
Au cours de l'année 2000, Websder décroche un stage à "Radio Vision 2000" où il a rejoint l'équipe de « Paroles de Jeunes » qui était une émission divertissante. Plus tard, il en est devenu le principal responsable. Dans la foulée, il est devenu co-animateur de « Pluriculture», un magazine culturel diffusé sur les ondes de Vision 2000. En plus de ce chapeau d'animateur de radio, Websder s'est illustré dans la presse écrite. En effet, il était rédacteur au mensuel Haïti Monde et membre du magazine en ligne Controverse. Il a collaboré comme rédacteur à Le Nouvelliste avant de rejoindre Loop Haiti en 2017.

### Prix
- 2020 : Lauréat du Prix Chaffanjon 2020
- 2013 : 2e prix des jeunes journalistes, RFI

### Engagements et initiatives
Été 2024 : Websder initie le “Haitian Creole Language and Culture Summer Program” à Indianapolis. Il s'agit d'un programme qui vise à la fois l'enseignement du créole haïtien, mais aussi la mise en lumière de l’histoire et des traditions culturelles de son pays d'origine : Haiti,.

## Publications

### Articles
- Corneille, W. (2022), Coupé Cloué devant la critique académique haïtienne : un procès axiologique et esthétique. Fondation kreyol
- Corneille, W. (2022), Le dialogue SRS vu par Websder Corneille. Ministère de l’Enseignement Supérieur et de la Recherche en France[10]
- Corneille, W. (2023), Culture as resistance? Haitians defy gangs by embracing theater. International Women's Media Foundation[11].
- Corneille, W. (2024), Gangs have taken over Haiti. Schools must educate anyway. The Christian Science Monitor.
- Corneille, W. (2013), In Haiti, Theater Is a Living Art. Woy Magazine[12]
- Corneille, W. & St Cyma, M. (2022), Une nouvelle génération de journalistes scientifiques en Haïti. Réseau International des Journalistes (IJnet)[13]

### Mémoire de recherche
- Corneille, W. (2022), « Musique Compas: entre esthétique et ambiguité. Le cas de Coupé Cloué »[14]